# Geneviève Guicheney
 (juin 2019).
Pour les articles homonymes, voir Guicheney.
Geneviève Guicheney, née le 13 mai 1947 à Draguignan (Var), est une journaliste française.
Licenciée ès lettres en anglais, elle a été enseignante et interprète.

## Biographie
Elle est la fille de Pierre Guicheney, médecin généraliste et de Mady Pierrugues. Elle est la sœur de Pierre Guicheney.
Elle a fréquenté l'école communale de Bourgneuf-la-Forêt.
Elle est entrée à la télévision française en 1977, elle a exercé, sur la chaîne FR3, les fonctions de présentatrice et rédactrice en chef adjointe du journal Soir 3, de 1978 à 1987.
Toujours sur FR3, elle a aussi successivement animé, de 1984 à 1987, deux émissions politiques : Face à la 3, puis le Forum FR3-RMC.
D'avril à juillet 1987, elle a animé, sur la chaîne de télévision britannique Super Channel, le magazine européen d'actualités Piazza.
En août 1987, elle rejoint RTL Télévision, où elle prend en charge la rédaction en chef et la présentation du journal, fonctions qu'elle abandonne lors de sa nomination au CSA.
Lors de la création du Conseil supérieur de l'audiovisuel, en janvier 1989, elle est nommée, parmi les neuf autres membres du CSA, pour un mandat de huit ans.
Au sein de cette instance de régulation, elle préside, de janvier 1989 à septembre 1991, le Comité de contrôle de la communication publicitaire radiodiffusée et télévisée (CCPRT).
En 1998, elle rejoint France Télévisions, où elle exerce successivement les fonctions de :
- médiatrice pour les programmes, jusqu’en 2004 ;
- directrice du développement durable du Groupe France Télévisions, de 2005 à octobre 2009.

Elle quitte le groupe France Télévisions pour fonder sa propre structure de consultante en développement durable et en communication, Monde & Co.
Parallèlement à ces fonctions, Geneviève Guicheney est ou a également été :
- membre du Conseil national du développement durable, de 2003 à 2008 ;
- membre du conseil d’administration de l’association 4D (Dossiers et débats pour le développement durable) ;
- membre fondateur du Comité français pour l'audiovisuel, de 1994 à 1998 ;
- présidente du Centre européen de formation à la production de films (CEFPF), de décembre 1997 à janvier 1999 ;
- membre du conseil d'administration du Centre d'information et de documentation jeunesse (CIDJ), de 2003 à 2005 ;
- membre correspondant de l’Académie des sciences morales et politiques, section II — Morale et sociologie, depuis le 13 juin 2004, en remplacement d'Alphons Silbermann ;
- éditorialiste de la revue Positions et Médias ;
- chroniqueuse[3] sur Canal Académie, radio académique francophone sur Internet.